# The Rogue Song
The Rogue Song és una pel·lícula estatunidenca dirigida per Lionel Barrymore amb Laurel i Hardy, estrenada el 1930.

## Argument
La història té lloc a Rússia l'any 1910. Yegor (Lawrence Tibbett), un elegant príncep rus cap de bandits coneix la Princesa Vera (Catherine Dale Owen) a una fonda de muntanya. S'enamoren, però la relació és destrossada quan Yegor mata el germà de Vera, el príncep Serge, per violar la seva germana, Nadja, i conduint-la al suïcidi. Yegor segresta Vera, forçant-la a  viure una vida de servitud entre els bandits. Vera és més espavilada que Yegor, que és capturat per soldats i assotat. Vera suplica perdó a Yegor. Tot i que encara enamorats un de l'altre, s'adonen de no poden estar junts, com a mínim ara com ara.

## Repartiment
- Lawrence Tibbett: Yegor
- Catherine Dale Owen: Princesa Vera
- Nance O'neil: Princesa Alexandra
- Judith Vosselli: Tatiana
- Ullrich Haupt: Príncep Serge
- Kewpie Morgan: Frolov
- Stan Laurel: Ali-Bek
- Oliver Hardy: Murza-Bek
- Lionel Belmore (Ossman)

## Nominacions
- 1930: Oscar al millor actor per Lawrence Tibbett